# Lancair

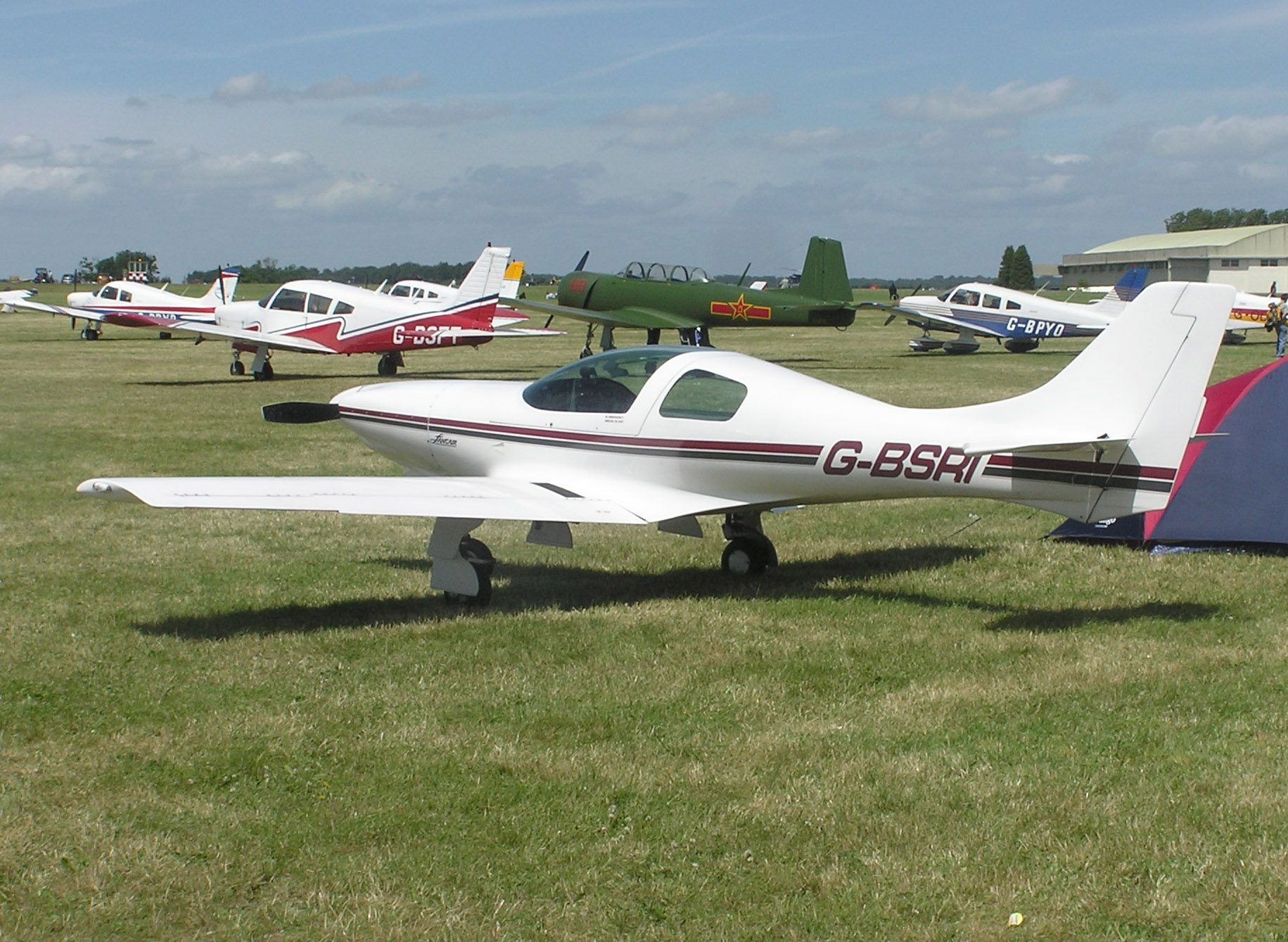
Lancair 235

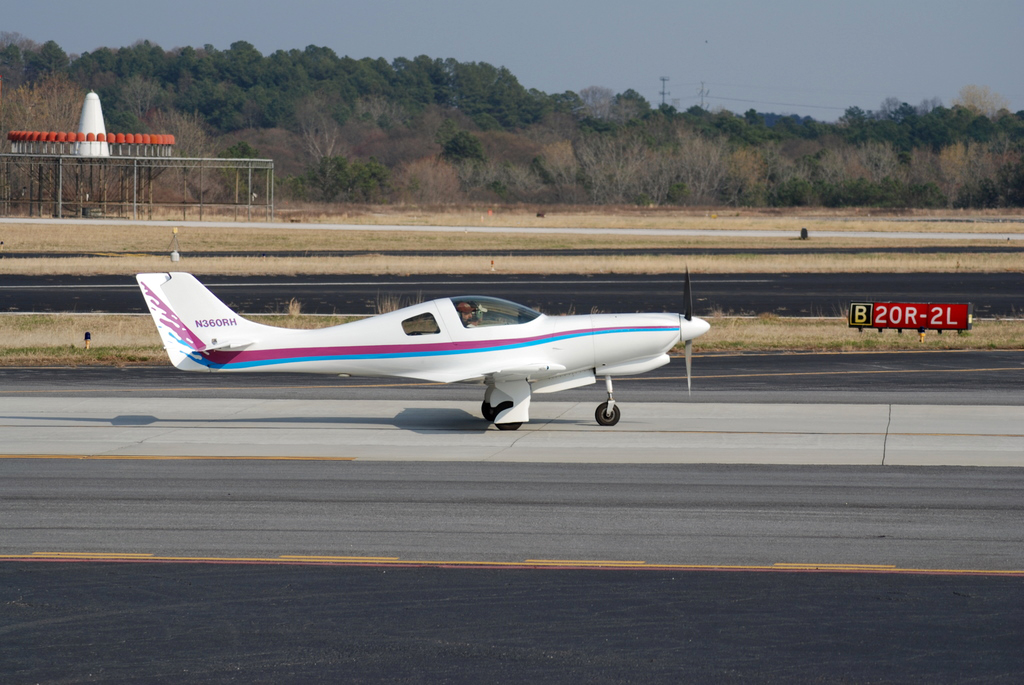
Lancair 360

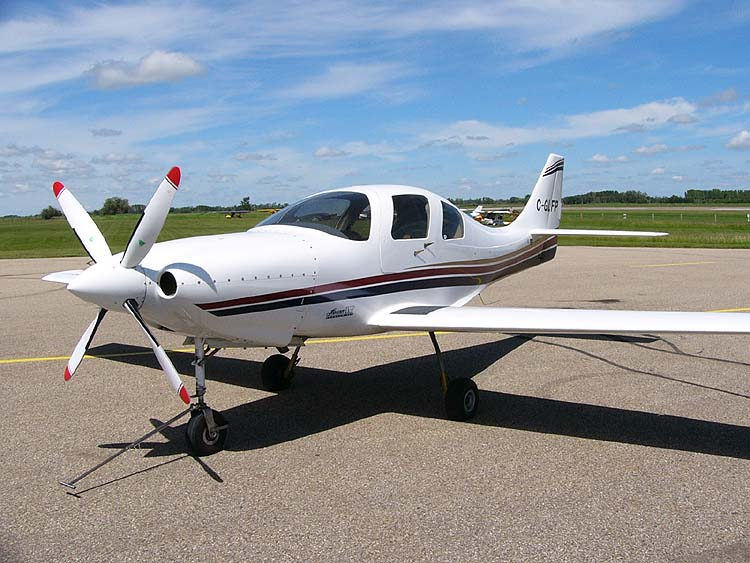
Lancair IV-P

Lancair International, Inc. (pronunciado ‘lance-air’) es un fabricante estadounidense de kits de aviones de aviación general. Son conocidos por sus series de aviones monomotores de alto desempeño que ofrecen velocidades crucero que sobrepasan muchos diseños de bimotor turbohélice. Junto con las series de Glasair, los primeros diseños de Lancair forman parte de los primeros kits de aviones disponibles que incorporan una construcción moderna usando materiales compuestos en aviones pequeños.

## Historia

### Introducción
La compañía fue fundada por Lance Neibauer en 1981 como una productora de kits de aviones de construcción casera hechos de material compuesto . Neibauer fue introducido en la aviación por su tío Ray Betzoldt, quien colaboró con Al Meyers en la construcción del Meyer 200. Cada vez que iba a visitar a sus tíos, tomaba un vuelo en el Meyers. Veinte años más tarde, comenzó a buscar un avión para sí mismo pero ninguno llenaba sus expectativas, así que decidió unirse a la Experimental Aircraft Association (EAA) y diseñar uno propio.
Neibauer comenzó a trabajar en un nuevo diseño luego de preguntar a cada fabricante que encontró, qué tipo de características debería tener un diseño de construcción casera. En búsqueda de mejorar el desempeño y con las técnicas más avanzadas disponibles, seleccionó un nuevo flujo laminar NFL-F de la NASA diseñado por Dan Somers en Langley. El NFL, acrónimo de "Natural Laminar Flow" (Flujo Laminar Natural), es una serie de diseños que reemplazó a los anteriores perfiles General Aviation Whitcomb o GA(W) y ofrecen características de flujo laminar de mayor tolerancia. Hacia 1983 los parámetros básicos del avión estaban establecidos y Neibauer alquiló un taller en Santa Paula, California, para comenzar a trabajar en su diseño.
Pretendía presentar el avión en la versión de Oshkosh de 1984, sin embargo una pequeña fuga de combustible en los tanques de las alas los forzó a perderse del espectáculo para arreglar el problema. Una versión modificada del prototipo, con un carenaje de motor distinto y algunos cambios en el perfil alar, surgió como el "Lancer 200" en diciembre de 1984. Estaba equipado con un motor Continental O-200 de 100hp (74,5 kW), sobrepasando a cualquier otro avión propulsado por el mismo, lo cual generó un gran interés en Oshkosh '85. Sin embargo, un conflicto con el nombre del aparato forzó a un rebautizo del mismo, saliendo a la venta en 1985 como Lancair 200.
El 200 fue reemplazado rápidamente por el Lancair 235, equipado con un Lycoming O-235 ligeramente más potente. Emergieron posteriormente y con gran velocidad otras versiones re potenciadas; el Lancair 320 con un motor Lycoming O-320 de 150hp (112 kW) y el Lancair 360 con un Lycoming O-360. En los modelos posteriores se realizó una modificación en la cola para mejorar problemas de estabilidad a baja velocidad como resultado de montar motores más grandes.
Los diseños de Lancair probaron tener el más alto desempeño en la categoría de monomotores de la aviación general, y debido a que el mercado de construcción con kits abarcaba a pilotos que buscaban mayores rendimientos que los diseños en existencia, los kits se vendieron bien. A finales de 1990 habían vendido más de 600 kits de sus distintos modelos biplazas, asegurando un 30% del mercado de kits de construcción casera, según Neibauer.
Un Lancair 320 apareció en una exhibición de 1995 en el Museo de Arte Moderno de Nueva York.

### Nuevos modelos
Comenzando 1990, Neibauer se enfocó en un diseño de cuatro puestos que pudiera conservar las características de los biplazas anteriores. Estos esfuerzos resultaron en el Lancair IV, un avión monomotor con alta velocidad de crucero y una versión opcional presurizada (Lancair IV-P). El Lancair IV batió todos los récords de velocidad en febrero de 1991 al realizar un vuelo entre San Francisco y Denver a una velocidad promedio de 360 millas por hora (580 km/h o 312,8 KTAS).
Debido a que cada vez se forzaban más los límites de las instalaciones existentes, la compañía empezó a buscar un nuevo lugar para su fábrica y tras examinar 200 sitios potenciales se transfirieron a Roberts Field en Redmond, Oregón en 1992. La compañía se convirtió en Lancair International en el proceso. Para agosto de 1998, según información de Flight International, Lancair había vendido 1.400 kits, siendo 300 de ellos el modelo Lancair IV. Poco tiempo después de la introducción del IV, Neibauer comenzó a trabajar en una versión simplificada con tren fijo que salió al mercado como Lancair ES.

### Columbia Aircraft
En 1994, la NASA lanzó el proyecto Advanced General Aviation Transport Experiments AGATE para revitalizar rápidamente el mercado de aviación general que sufría un fuerte descenso. Esto se debía a una serie de factores, incluyendo nuevas restricciones de regulación y un posterior incremento de demandas de responsabilidad que hicieron que el campo de la aviación general perdiera productividad, y muchos fabricantes abandonaron el segmento de "baja gama" para concentrarse en el mercado de aviones corporativos. Las cifras de producción de aviones de aviación general en Estados Unidos descendió de 18.000 aviones en 1978 al mínimo histórico de 954 en 1993. Solamente el área que parecía tener flujo y crecimiento fue el mercado de construcción casera, donde los problemas de responsabilidad corporativa no jugaban un factor importante.
Lancair estaba posicionada como una de las mejores productoras de kits para construcción casera y en 1994 la NASA y otras organizaciones impulsaron a Neibauer para que intentara producir un avión con Certificado de Tipo de la FAA. El 3 de abril de 1993, Neibauer escindió otra compañía, la Pacific Aviation Composites USA, en las proximidades de Bend, Oregón. El nuevo Lancair LC-40 (de Lancair Certificated) se basaba en el Lancair ES; el primer prototipo voló en julio de 1996, seguido por el vuelo de certificación a comienzos de 1997.
Tras el arduo proceso de certificación, el diseño emergió como el Columbia 300 en 1998 sucedido por el Columbia 400, una versión con motor turbocargado que se lanzó en el año 2000. El Columbia 400 incluía una novedosa cabina de cristal que fue desarrollada por la NASA en un Columbia 300 de su propiedad como parte del proyecto AGATE y fue puesta en práctica con la producción del 300 desde el año 2002, recibiendo el nombre de Columbia 350. La Lancair Company fue registrada como una entidad separada el 7 de abril de 2000 y Pacific Aviation Composites fue unida a Lancair Company el 4 de mayo de 2000.
Decidido a enfocarse en los aviones Columbia, Neibauer vendió en 2003 la división de kits de la compañía a Joseph Bartels, un procurador de Luisiana y constructor y propietario de aviones Lancair IV-P. Bartels ya había fundado la empresa Aero Cool para vender aires acondicionados opcionales para incorporar en aviones Lancair. El 15 de julio de 2005, la parte de Neibauer se convirtió en Columbia Aircraft. Sin embargo, los aviones de Columbia perdieron competitividad en el mercado frente al recién introducido Cirrus SR22.

### Venta a Cessna
Luego de entrar en un proceso de bancarrota en 2007, Columbia Aircraft fue vendido a Cessna en noviembre de 2007. Desde entonces Cessna produjo los aviones de Columbia como Cessna 350 y Cessna 400.
Bartels continuó vendiendo los diseños recientes de Lancair, incluyendo el IV y el IV-P, ES y ES-P, el Legacy y su versión de tren fijo Legacy FG. El Lancair Legacy es la versión más reciente de los Lancair biplazas, ofreciendo un mayor espacio interior y mejor desempeño. El último kit en aparecer ha sido el Lancair Evolution, que fue revelado en Sun 'n Fun en el Aeropuerto Regional de Lakeland Linder en Florida, el 8 de abril de 2008. Ofrece dos opciones de motorización, comenzando con un motor a pistón Lycoming TIO-540 o un motor turbohélice Pratt & Whitney Canada.
El 4 de febrero de 2009 la compañía anunció que se trasladaba a un edificio nuevo y más grande cerca del Aeropuerto de Redmon. Las nuevas instalaciones cuentan con un área de 3.500m², 50% más amplias que el edificio anterior. La compañía reporta que a pesar de la crisis económica de 2008 la demanda de kits y en particular del Lancair Evolution es fuerte. La compañía también firmó un acuerdo con la Fuerza Aérea Colombiana para proveer los kits de fabricación del Lancair Legacy FG incluye moldes, accesorios, plantillas, materiales, apoyo técnico y formación en materiales compuestos, luego serían modificados para ser usados como aviones básicos de entrenamiento, un programa desarrollado como Lancair Synergy que culminó en la construcción del CIAC T-90 Calima.

## Kits Lancair
- Lancer 200, prototipo biplaza propulsado por un motor Continental O-200, volado en 1984.
- Lancair 200 kit de biplaza propulsado por un motor Continental O-200, introducido al mercado en 1985
- Lancair 235 kit de biplaza propulsado por un motor Continental O-235, introducido al mercado en 1986
- Lancair 320 kit de biplaza propulsado por un motor Continental O-320, introducido al mercado en 1988
- Lancair 360 kit de biplaza propulsado por un motor Continental O-360, introducido al mercado en 1988
- Lancair ES versión con tren fijo del Lancair 360
- Lancair IV
- Lancair IV-P
- Lancair Legacy
- CIAC T-90 Calima, Inicialmente Lancair Sinergy, versión modificada del Legacy para ser usado por la Fuerza Aérea Colombiana
- Lancair Propjet
- Lancair Sentry
- Lancair Evolution